# Religionssystematik
Die Religionssystematik ist eine Fachrichtung der Religionswissenschaft, die auch Systematische oder Vergleichende Religionswissenschaft genannt wird. Bis in die 1960er Jahre wurde auch die Bezeichnung Religionsphänomenologie synonym verwendet. Heute wird das Fach in zwei Ansätze unterteilt:
- Die Religionsphänomenologie vergleicht, beschreibt und klassifiziert Phänomene aus verschiedenem Religionen.
- Die Religionstypologie fasst Religionen nach bestimmten Merkmalen zu Typen zusammen.

Die Methodik des Faches beruht auf dem Kulturvergleich. Rohmaterial ist die gesamte Geschichte der Religion sowie ethnographische Aufzeichnungen. Bereits für Friedrich Max Müller (1823–1900), der als Begründer der Religionswissenschaft gilt, war der Vergleich grundlegend.
1924 grenzte Joachim Wach die Religionssystematik als selbstständige Disziplin von der Religionsgeschichte ab. Nach Hans-Jürgen Greschat befasst sich die Religionsgeschichte mit dem Speziellen – der Beschreibung der individuellen, historischen Entwicklungen bestimmter Religionen –, während die Religionssystematik sich um das Allgemeine – das systematische Erforschen und Erkennen übergreifender Muster – bemüht.